# Anemone scabriuscula
Anemone scabriuscula är en ranunkelväxtart som beskrevs av Wen Tsai Wang. Anemone scabriuscula ingår i släktet sippor, och familjen ranunkelväxter. Inga underarter finns listade i Catalogue of Life.